# 디리클레 급수
디리클레 급수(Dirichlet series)는 복소수 {\displaystyle s}, 복소 수열 {\displaystyle \{a_{n}\}}에 대하여
{\displaystyle \sum _{n=1}^{\infty }{\frac {a_{n}}{n^{s}}}}
로 정의되는 급수이다. 디리클레 급수는 해석적 수론(analytic number theory)에서 중요한 위치를 차지하며, 많은 중요한 함수가 디리클레 급수의 형태로 정의되어 있다.

## 예
리만 제타 함수는 디리클레 급수의 한 예로, 다음과 같이 정의된다.
{\displaystyle \zeta (s)=\sum _{n=1}^{\infty }{\frac {1}{n^{s}}}}
리만 제타 함수의 역수는 다음의 디리클레 급수로 표현할 수 있다.
{\displaystyle {\frac {1}{\zeta (s)}}=\sum _{n=1}^{\infty }{\frac {\mu (n)}{n^{s}}}}
여기서 {\displaystyle \mu (n)}은 뫼비우스 함수이다. 또한, 제타함수의 로그는 다음과 같이 표현할 수 있다.
{\displaystyle \log \zeta (s)=\sum _{n=2}^{\infty }{\frac {\Lambda (n)}{\log(n)}}\,{\frac {1}{n^{s}}}}
여기서 {\displaystyle \Lambda (n)}은 망골트 함수(Mangoldt function)이다. 또한, 제타함수의 로그도함수(Logarithmic derivative)를 디리클레 급수로 표현하면 다음과 같다.
{\displaystyle {\frac {\zeta ^{\prime }(s)}{\zeta (s)}}=-\sum _{n=1}^{\infty }{\frac {\Lambda (n)}{n^{s}}}.}

## 미분
다음과 같이 주어진 디리클레 급수가 있다고 하자.
{\displaystyle F(s)=\sum _{n=1}^{\infty }{\frac {f(n)}{n^{s}}}}
이 경우 디리클레 급수의 미분은 다음과 같이 표현된다.
{\displaystyle F'(s)=-\sum _{n=1}^{\infty }{\frac {f(n)\log(n)}{n^{s}}}}
이 결과를 리만 제타 함수에 적용하면 다음과 같이 된다. 실수부가 1보다 클 때, 리만 제타 함수의 정의는 디리클레 급수로 표현된다. 따라서 그 미분을 디리클레 급수로 표현하면 다음과 같다.
{\displaystyle \zeta '(s)=-\sum _{n=1}^{\infty }{\frac {\log n}{n^{s}}}}
여기서 제타함수의 로그도함수를 계산하기 위해서 산술의 기본정리에 의해 즉시 도출되는 다음 등식을 활용한다.
{\displaystyle \sum _{d|n}\Lambda (d)=\log n}
물론 여기서 {\displaystyle \Lambda (n)}은 망골트 함수이다. 결국 두 급수를 곱해주면 다음 등식이 성립한다.
{\displaystyle {\frac {\zeta ^{\prime }(s)}{\zeta (s)}}=-\sum _{n=1}^{\infty }{\frac {\Lambda (n)}{n^{s}}}.}
이 식은 소수 정리를 증명하는 과정에서 쓰인다.

## 같이 보기
- 오일러의 곱셈 공식
- 리만 제타 함수
- 소수 정리
- 디리클레 L-함수